# Жонас, Роберто
Робе́рто Ало́нсо Жона́с Марти́нес (кат. Roberto Alonso Jónas Martinez, родился 7 июня 1967 года в Андорре) — андоррский футболист, выступавший на позиции защитника.

## Биография
Выступал на протяжении своей карьеры за андоррские клубы «Принсипат», «Констелласьо Эспортива», «Санта-Колома», «Сан-Жулиа» и «Андорра». За сборную Андорры сыграл 30 игр, единственный гол забил 1 сентября 2001 года в ворота сборной Португалии после розыгрыша углового (поражение 1:7).